# جونی روجرز
جونی روجرز (اسپانیایی: Johnny Rogers‎؛ زادهٔ ۳۰ دسامبر ۱۹۶۳) بازیکن بسکتبال اهل اسپانیا بود.
از باشگاه‌هایی که در آن بازی کرده‌است می‌توان به باشگاه بسکتبال المپیاکوس، باشگاه بسکتبال پاناتینایکوس، کلیولند کاوالیرز، المپیا میلان، باشگاه بسکتبال رئال مادرید، باشگاه بسکتبال مورسیا، باشگاه بسکتبال والنسیا، ساکرامنتو کینگز، و باشگاه بسکتبال پالاسانسترو وارزه اشاره کرد.